# Ottheinrich von Venningen

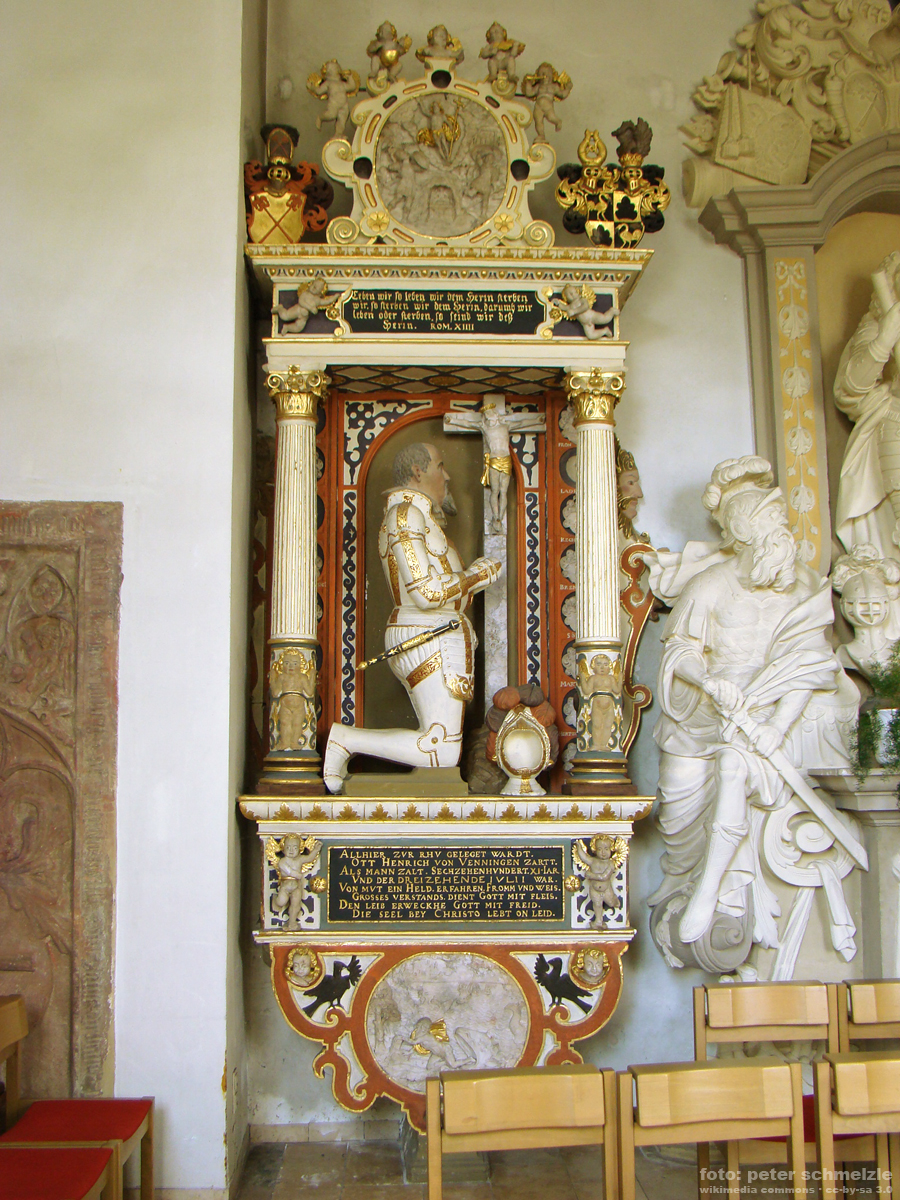
Epitaph für Ottheinrich von Venningen in der Evangelischen Kirche Neidenstein

Ottheinrich von Venningen († 13. Juli 1611) war ein Abkömmling der Herren von Venningen. Er hatte, gemeinsam mit seinem Bruder und später mit seinen Neffen, das Reichslehen über Neidenstein (im Rhein-Neckar-Kreis in Baden-Württemberg) inne. In der dortigen evangelischen Kirche ist sein barockes Epitaph aus dem frühen 17. Jahrhundert mit seiner reichen Ausschmückung vollständig erhalten geblieben.

## Leben
Über das Leben von Ottheinrich, einem Vertreter des weit verzweigten Geschlechts der Herren von Venningen, ist wenig überliefert. Ottheinrich war der Sohn von Erasmus von Venningen († 1589), Hofrichter in Heidelberg und Obervogt in Neuenbürg. Nach dem Tod seines Vaters erhielt er zusammen mit seinem Bruder Wolf Ulrich das Reichslehen Neidenstein. Nach dem Tod des Bruders fiel dieses Lehen an ihn und die Söhne des Bruders, Friedrich und Georg Christoph. Ottheinrich starb 1611 unverheiratet und ohne Kinder. Der einzige damals noch lebende Sohn seines Bruders Wolf Ulrich, Friedrich, wurde daraufhin vom Pfalzgrafen mit Neidenstein belehnt.

## Grabmal

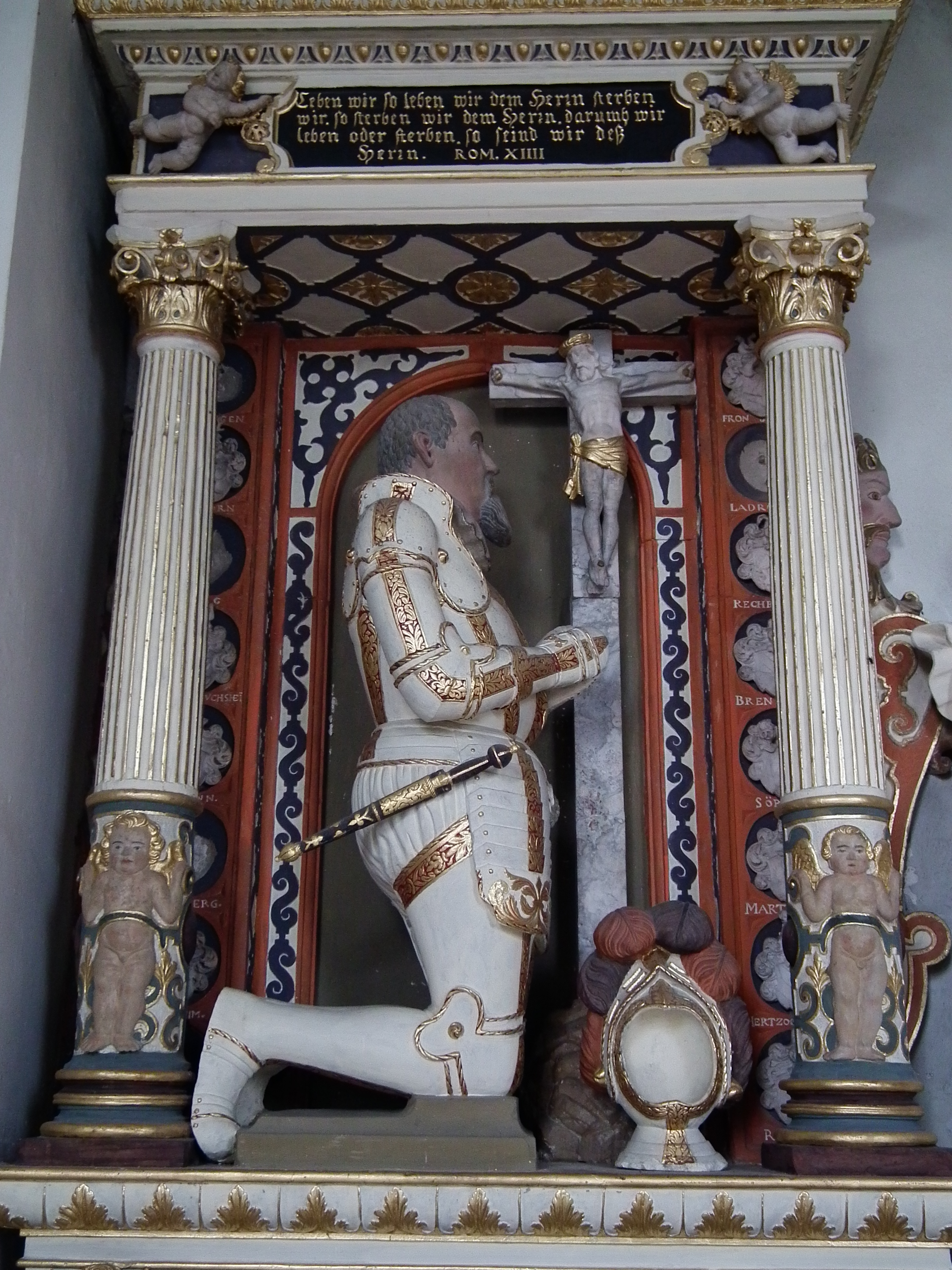
Mittlerer Teil des Epitaphs

In der evangelischen Kirche in Neidenstein steht gegenüber dem Altar an die Wand gelehnt das bemalte Epitaph des Ottheinrich von Venningen. In voller Ritterrüstung ist der Verstorbene zum Gebet vor einem Kruzifix kniend dargestellt.

### Oberer Teil
Auf dem von zwei kannelierten Säulen getragenen oberen Teil des Grabmals, auf schwarzem Grund und von zwei Engeln flankiert, befindet sich folgende Inschrift: „Leben wir so leben wir dem Herrn, sterben wir so sterben wir dem Herrn, darumb wir leben oder sterben, so seind wir deß Herrn. Rom. XIIII.“ (Brief des Paulus an die Römer 14,8)
Links daneben ist das Wappen der Herren von Venningen mit den Lilienstäben (eigentlich Glefen) dargestellt und rechts davon das Wappen der Herren von Frundsberg, denen Ottheinrichs Mutter entstammte. Das Medaillon in der Mitte zeigt ein Relief mit der Darstellung der Auferstehung Jesu. Den Abschluss bilden fünf musizierende Engel.

### Mittlerer Teil
Zwei kannelierte Säulen mit Kompositkapitellen, die auf ihren Basen Reliefs von Engeln besitzen, bilden den Rahmen der Darstellung des Verstorbenen. Dieser kniet mit gefalteten Händen betend vor dem Kruzifix. Von seiner Rüstung hat er nur den Helm abgenommen, der, mit Federbüschen verziert, vor ihm auf dem Boden steht. Das Kruzifix ist nach rechts versetzt, so dass es vollständig sichtbar ist und der Szene einen eindrucksvollen Charakter gibt.

### Sockel des Grabmals
Im unteren Teil des Grabmals, das mit einem halbkreisförmigen Sockel abschließt, befindet sich ein rechteckiges Feld auf schwarzem Grund, von flankierenden Engeln getragen, mit folgender Inschrift: „Allhier zur Rhv geleget wardt. Ott Henrich von Venningen zartt. Als mann zalt. Sechzehenhvndert.XI.Iar Vnd der dreizehende Julii war. Von Mvt ein Held, erfahren fromm vnd weis. Grosses Verstands. Dient Gott mit Fleis. Den Leib erweckhe Gott mit Freid. Die Seel bey Christo lebt on Leid.“
Darunter zeigt ein von zwei Engelsköpfen und zwei Raben geziertes Medaillon ein Relief mit Szenen von Jona, den ein Fisch verschlingt.

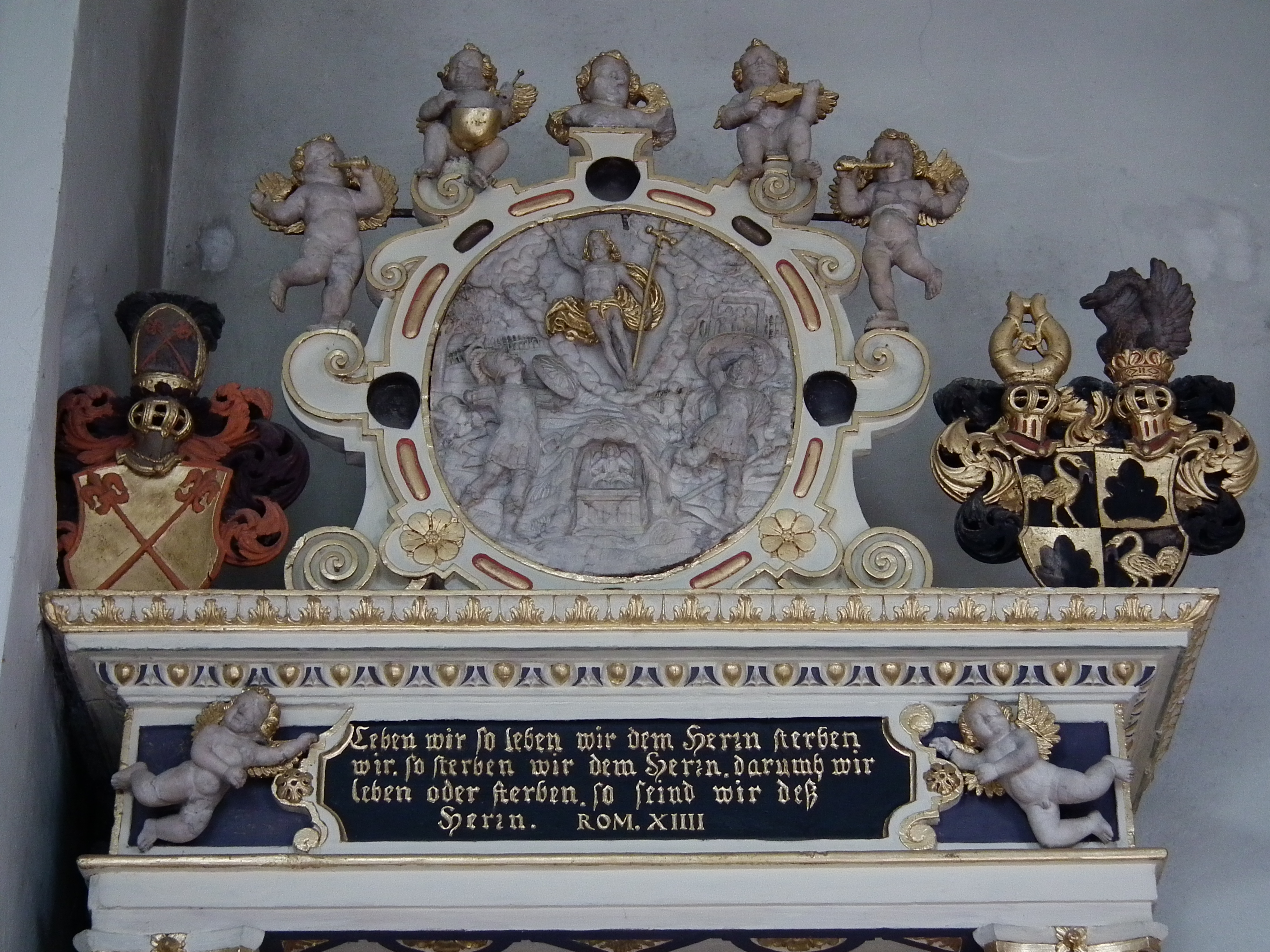
Oberer Teil des Epitaphs
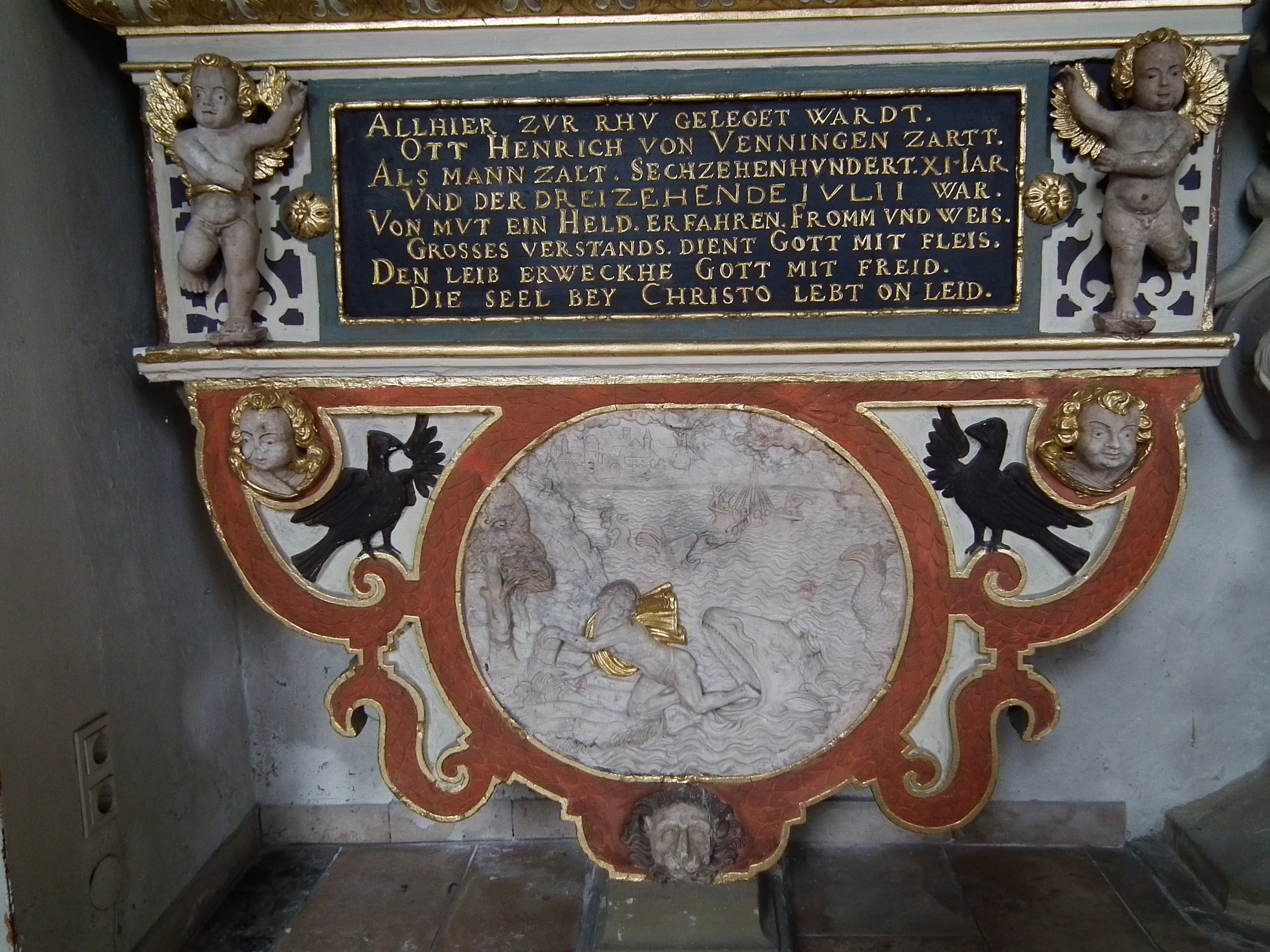
Sockel des Epitaphs